# Eine Million Minuten
Eine Million Minuten ist ein Spielfilm von Christopher Doll, der am 1. Februar 2024 in die deutschen Kinos kam. Der Film mit Karoline Herfurth und Tom Schilling in den Rollen eines materiell gut gestellten Elternpaares aus Berlin-Mitte, das sich mit den beiden Kindern auf eine fast zweijährige Reise begibt, basiert auf dem gleichnamigen autobiografischen Roman von Wolf Küper.

## Handlung
Von außen betrachtet führt die Familie Küper, bestehend aus Mutter Vera, Vater Wolf und den Kindern Nina und Simon, in ihrer schönen Wohnung in Berlin ein Traumleben. Er macht als Biodiversitätsforscher und Gutachter für die Vereinten Nationen Karriere, während seine Frau neben Haushalt und Kindern noch einen Job als Bauingenieurin mit Schwerpunkt Nachhaltigkeit bewältigt. Ausgelöst von einer Idee der Tochter beschließen die Küpers jedoch 694 Tage, also eine Million Minuten, auf Reisen zu gehen.
Erst fliegen sie nach Thailand, anschließend nach Island.

## Produktion

### Literarische Vorlage, Filmstab und Besetzung
Der Film basiert auf dem autobiografischen Roman Eine Million Minuten: Wie ich meiner Tochter einen Wunsch erfüllte und wir das Glück fanden von Wolf Küper, der 2016 im Albrecht Knaus Verlag erschien.
Regie führte Christopher Doll. Es handelt sich bei Eine Million Minuten um das Regiedebüt des eigentlichen Filmproduzenten. Das auf Küpers Roman basierende Drehbuch schrieben Tim Hebborn, Malte Welding und Ulla Ziemann.
Doll engagierte seine Ehefrau Karoline Herfurth und Tom Schilling für die Hauptrollen Vera und Wolf Küper. Sie standen erstmals für Crazy von Hans-Christian Schmid aus dem Jahr 2000 gemeinsam vor der Kamera. Pola Friedrichs spielt Tochter Nina. Für sie handelt es sich um die zweite Rolle in einem Spielfilm nach Kommt ein Vogel geflogen von Christian Werner aus dem Jahr 2023. Joachim Król und Ulrike Kriener spielen Werner und Regina Küper. In weiteren Rollen sind Jónmundur Grétarsson, Hassan Akkouch und sein Bruder Maradona Akkouch und Godehard Giese zu sehen.

### Filmförderung und Dreharbeiten
Der Film erhielt vom Deutschen Filmförderfonds eine Produktionsförderung in Höhe von 826.520 Euro, vom Medienboard Berlin-Brandenburg in Höhe von 800.000 Euro, von der Filmförderungsanstalt in Höhe von 600.000 Euro und vom FilmFernsehFonds Bayern in Höhe von 250.000 Euro. Der Deutsche Filmförderfonds gewährte zudem eine Verleihförderung in Höhe von 300.000 Euro, der FilmFernsehFonds Bayern in Höhe von 50.000 Euro.
Die Dreharbeiten fanden zwischen Mitte Februar und Anfang Mai 2023 in Berlin, Thailand und Island statt. Als Kameramann fungierte der Österreicher Andreas Berger.

### Filmmusik und Veröffentlichung
Die Filmmusik komponierte die Deutsche Dascha Dauenhauer, die zuvor für Fernsehserien wie Souls und Der Schwarm und mehrere Filme von Guy Nattiv tätig war, zuletzt für dessen Filmbiografie Golda und den Thriller Tatami. Das Soundtrack-Album wurde von Great Escape Records zum Kinostart veröffentlicht.
Der Film feierte am 23. Januar 2024 im Berliner Zoo Palast seine Premiere. Am 1. Februar 2024 kam Eine Million Minuten in die deutschen Kinos.

## Rezeption

### Kritiken und Einspielergebnis
Ulrich Kriest von Filmdienst nennt den Film eine reale Auswanderergeschichte, in dem das absehbare positive und harmonische Finale jedoch gegen alle Wahrscheinlichkeit erzwungen erscheint. Er liefe auf die Formel hinaus, dass das größte Risiko im Leben darin bestehe, es zu verpassen, während man es im Hamsterrad verschwende.
Anke Sterneborg schreibt in ihrer Kritik bei epd Film, der ebenso amüsante wie nachdenkliche Film liefere jede Menge gesellschaftlichen Gesprächs- und Verhandlungsstoff für eine Generation, die schon mittendrin ist in der Umbewertung der „Work-Life-Balance“. Wie nötig solche Filme seien, spüre man spätestens dann, wenn man Wolf in seiner Existenzkrise reflexartig bemitleidet, obwohl er lediglich eine Zeit lang das tut, was von Müttern noch immer selbstverständlich erwartet wird.
Anna Wollner kommentiert bei der ARD, der Film vermittele leider zu oft den rein männlichen Blick auf das Alltagsleben und stelle vor malerischer Urlaubskulisse Luxusprobleme dar, die man sich leisten können muss.
Der Filmkritiker Wolfgang M. Schmitt verriss auf seinem YouTube-Kanal Die Filmanalyse den Film als „unglaubliche Schande“ und bezeichnet die hohe staatliche Förderung des Filmprojekts als skandalös. Die Ästhetik des Filmes erinnere an Werbespots für Handyverträge, Funktionsjacken oder Bier, die gezeigten Bilder seien abgeschmackt und abgegriffen. Thematisch greife Eine Million Minuten zwar mit der Vereinbarkeit von Familie und Beruf ein relevantes Thema auf, doch die präsentierte Lösung des Problems durch Home Office und Weltreisen sei für die allermeisten Familien unerschwinglich oder nicht umsetzbar.
Der Film wolle einen glauben machen, dass man im Leben alles „haben könne“ und alles „miteinander vereinbar“ sei, was aber nicht stimme.
Die Deutsche Film- und Medienbewertung hat den Film bewertet. Die Jury bezeichnet in ihrem Urteil „die klaren, dabei sehr natürlichen, auch harten Auseinandersetzungen des Paares im Film, die den Zuschauer packen und Harmlosigkeit verhindern“ als gelungen. Dies sei auch der hervorragenden Besetzung mit Karoline Herfurth und Tom Schilling geschuldet und den Dialogen, verfasst vom fünfköpfigen Autorenteam.
Die Jury bewerte jedoch „den Widerspruch zwischen dem Umweltengagement des Ehemannes Wolf als Biodiversitätskämpfer auf UN-Ebene und dem bedenkenlosen und nie in Frage gestellten globalen "Herumjetten“ als kritisch. Auch zeige der Film „ausschließlich ein ökonomisch privilegiertes Milieu“. Letztlich müsse man sich eine zweijährige Auszeit finanziell leisten können. Die FBW versah den Film mit dem Prädikat „wertvoll“.
In Deutschland verzeichnet der Film 1.112.074 Besucher und ein Einspielergebnis von rund 11 Millionen Euro.

### Auszeichnungen
Bambi 2024
- Nominierung als Bester Schauspieler national (Tom Schilling)